# Островной полоз
Островно́й по́лоз (лат. Elaphe climacophora) — вид змей из семейства ужеобразных рода лазающие полозы.

## Описание
Островной полоз достигает длины тела до 1,3 м, хвост составляет 25—30 см. Крупная голова заметно обособлена от достаточно широкого туловища. Зрачок округлый. По верху тела проходит 23 ряда ребристых чешуй. Брюшных щитков, обладающих продольными рёбрами по краям — 224—244, подхвостовых — 97—123 пар. Анальный щиток разделён.
В окраске наблюдается возрастной диморфизм — с возрастом их окраска заметно изменяется. Взрослые особи сверху голубовато-зеленоватые или серовато-оливковые. Молодые змеи желтовато-коричневые, с рисунком из буроватых, в чёрном окаймлении поперечных пятен по хребту и более мелких — на боках тела. Каждая чешуйка с тёмной верхушкой. На спине всех возрастов хорошо выражены четыре прерывистые продольные полосы. В Японии встречаются особи с непрерывными полосами или с крупными шейными пятнами. Брюхо голубовато-серое, блестящее. В округе г. Ивакуни в Японии обитает популяция альбиносов.

## Распространение
Островной полоз встречается в Японии и острове Кунашир (Курильские острова). Подвидов не образует.

## Образ жизни
Этот вид поселяется как среди камней и прибойного мусора на морском побережье, так и в зарослях бамбука и подстилке хвойных лесов. Известны находки из кальдеров (разрушенных вершин) вулканов и окрестностей геотермальных источников. Поднимается на высоту до 600 м над уровнем моря. Хорошо плавает, в том числе в море.
Активный сезон длится с апреля (у геотермалий) — мая до октября. Молодые особи уходят на зимовку на 1—2 недели позже взрослых.
Добычу (обычно мелких млекопитающих и птиц, реже — дальневосточных лягушек) умерщвляет сдавливанием кольцами тела.
Откладка 4—10 яиц размером (17—19) x (40—45) мм происходит в конце июня — начале июля.
Один из серьёзнейших врагов островного полоза является интродуцированная (завезённая) на Кунашир в 1985 г. европейская норка (Mustela lutreola). Кроме того, на сокращение доступных мест обитания этого вида значительное влияние оказывает широкомасштабное строительство на острове. Поэтому он внесён в Приложение к Красной книге России.

## Фото

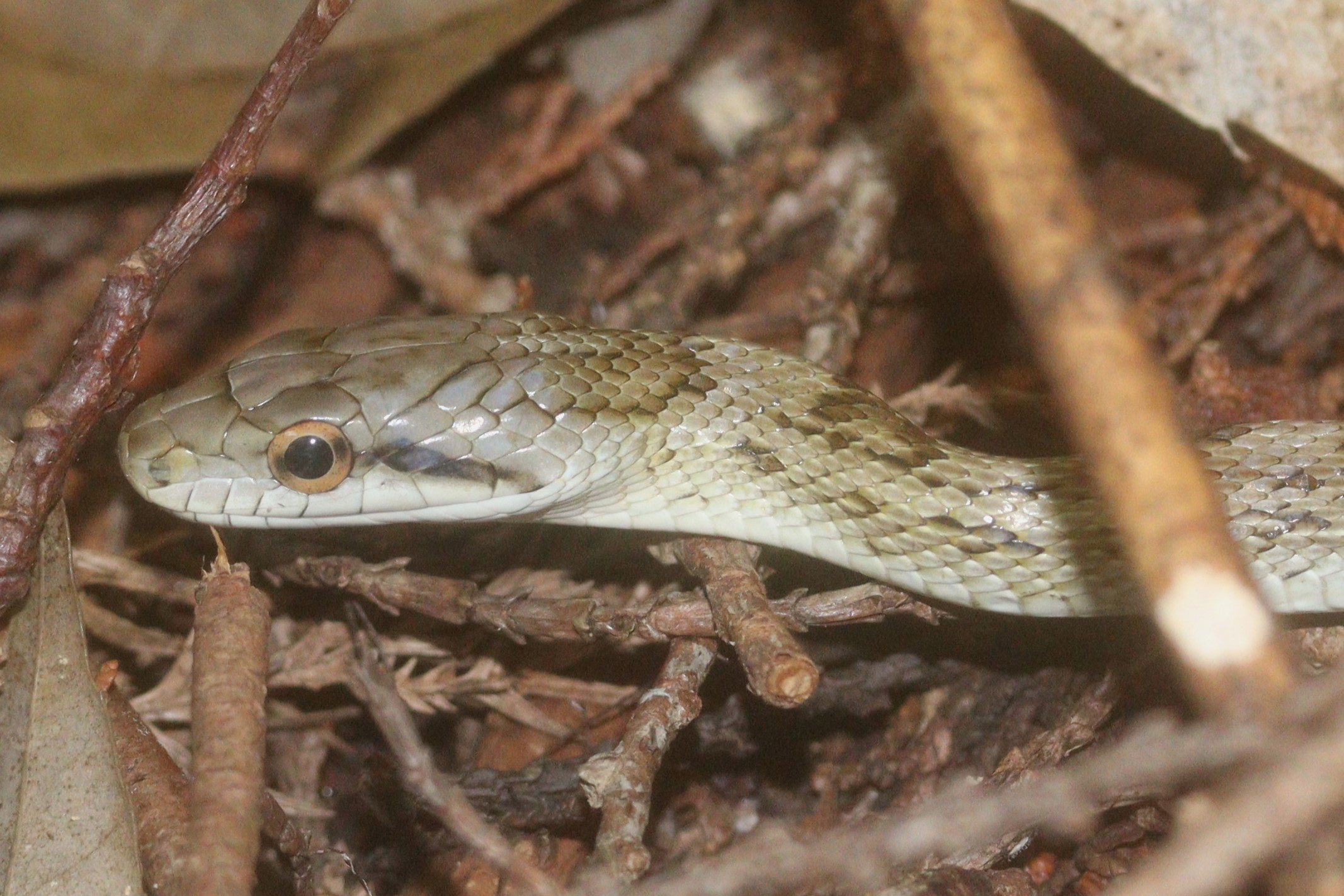
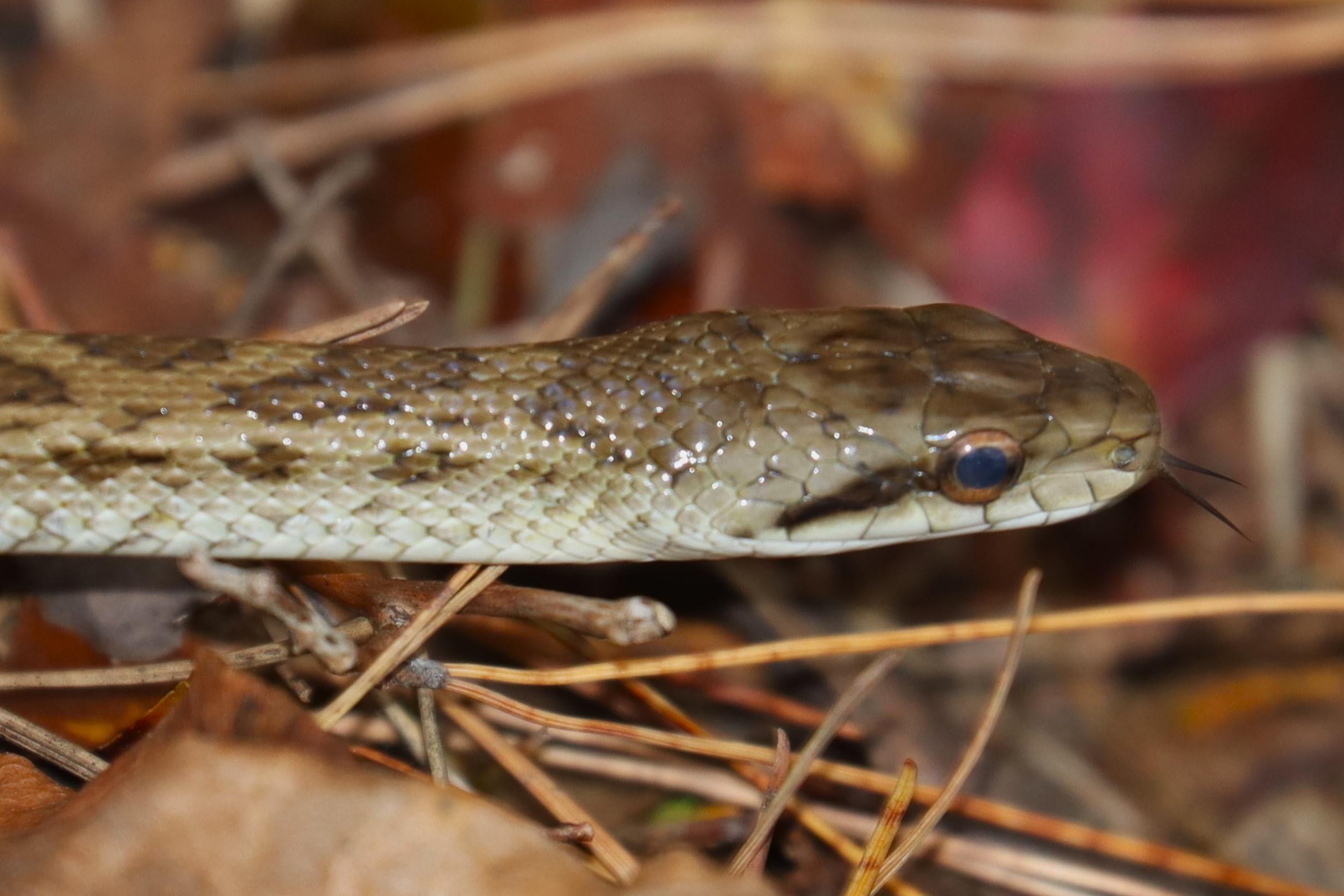
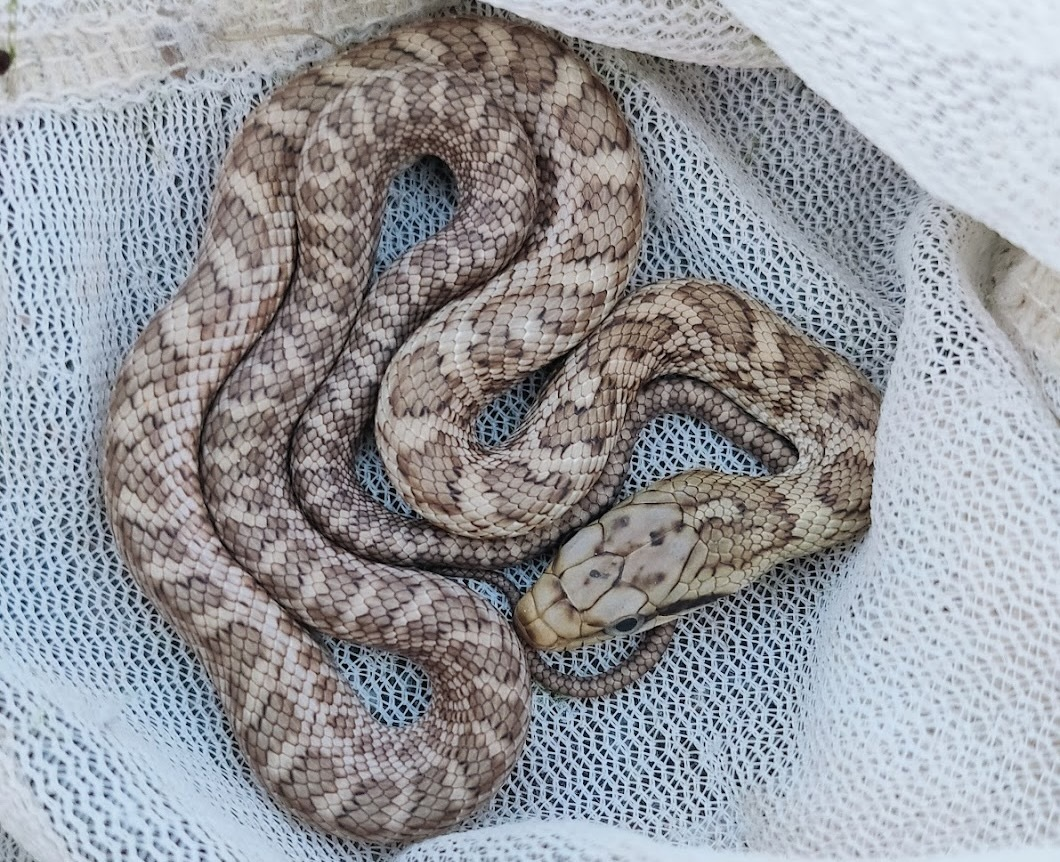
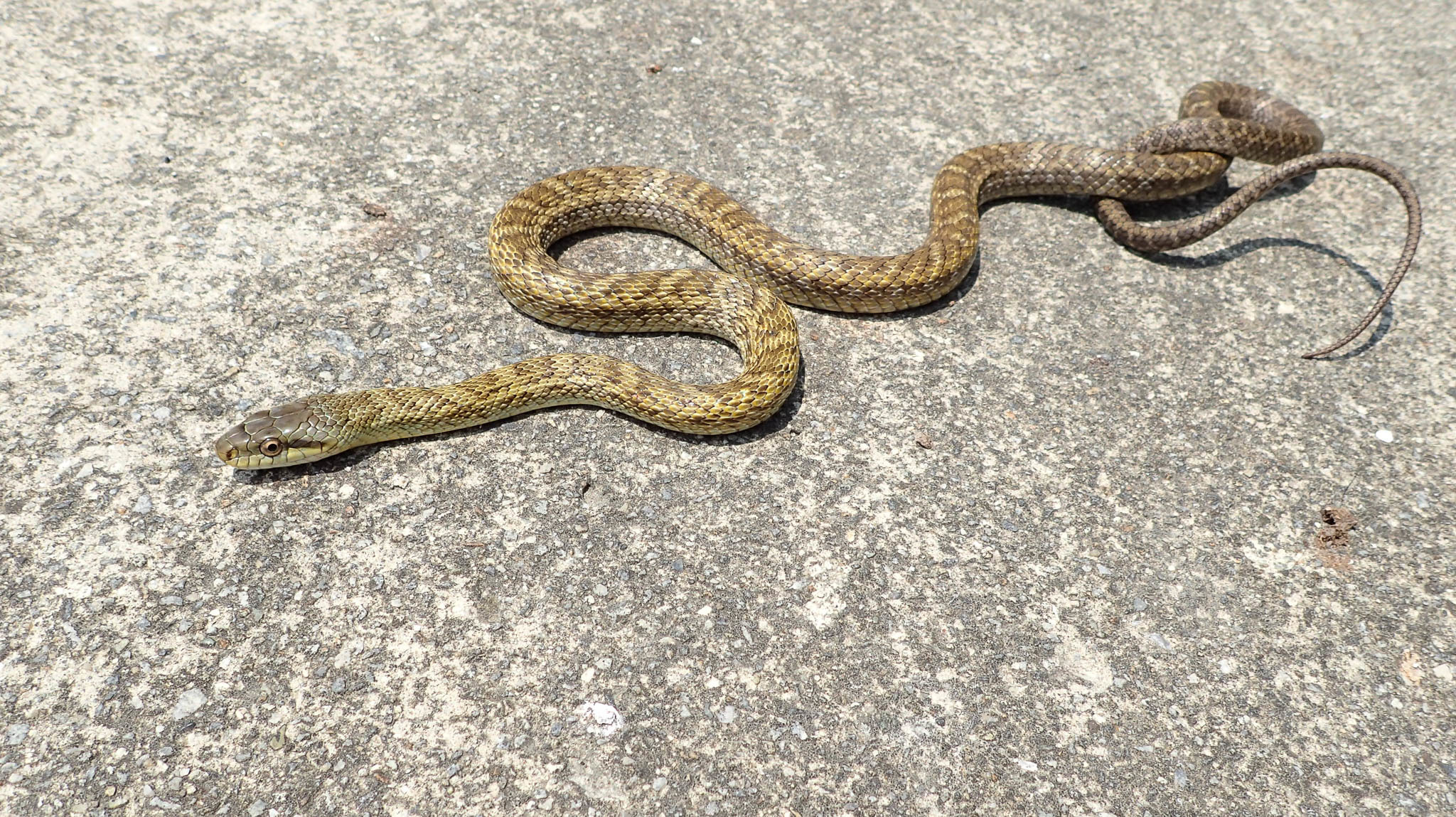
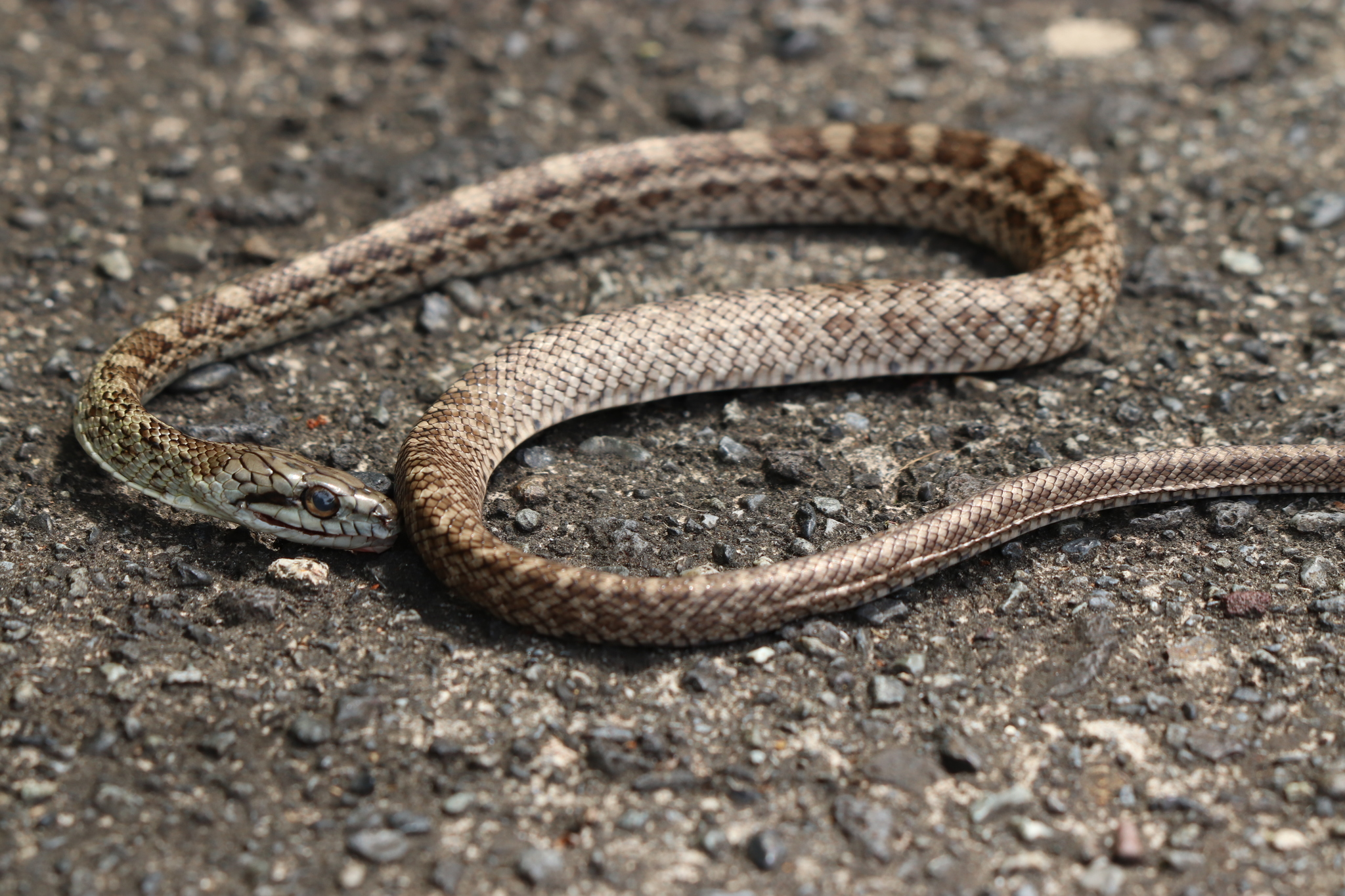
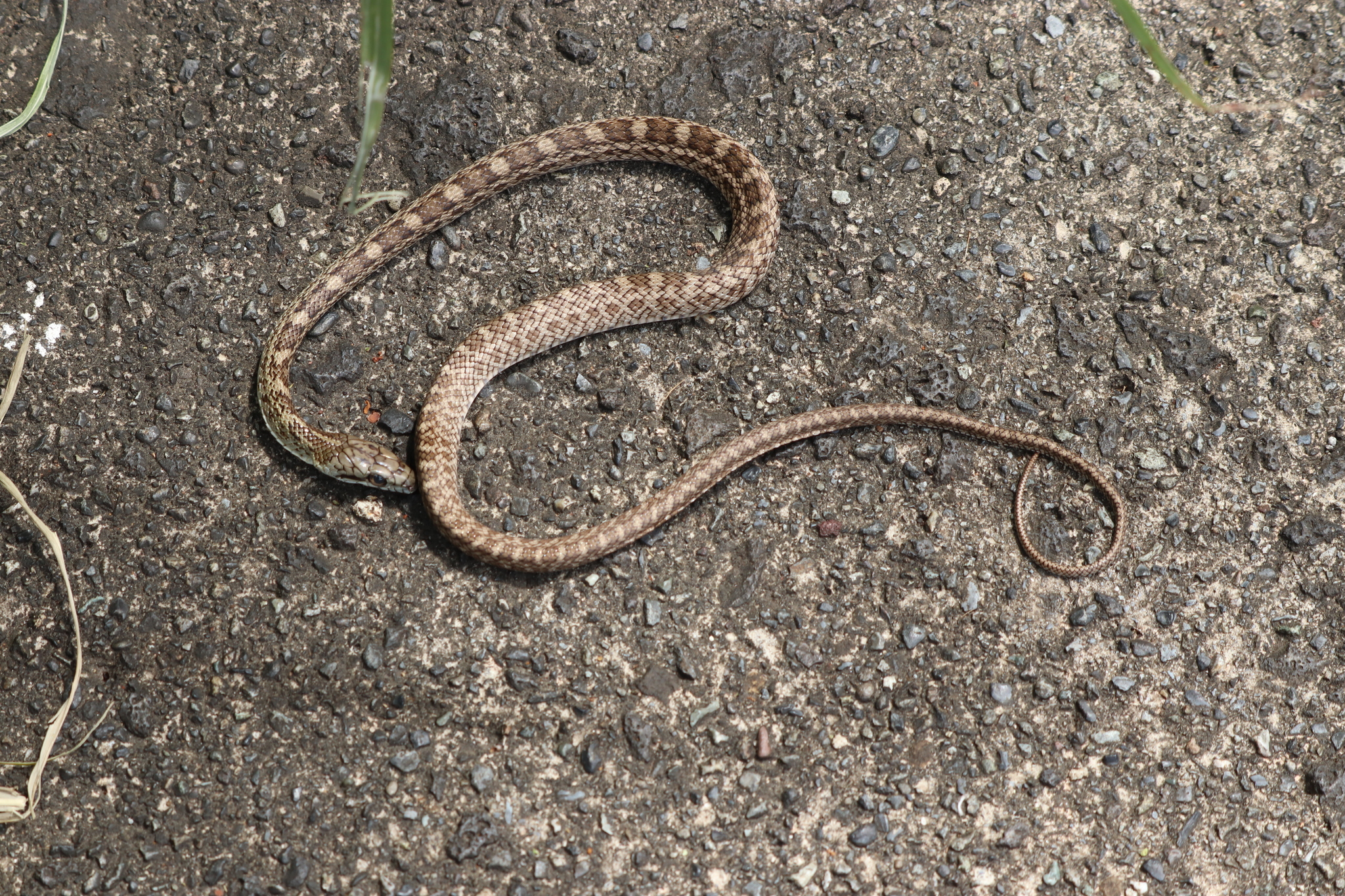